# Sanne Ledermann
Susanne „Sanne” Ledermann (n. 7 octombrie 1928, Berlin, Republica de la Weimar – d. 19 noiembrie 1943, lagărul de exterminare Birkenau⁠(d), Germania Nazistă) a fost o fată evreică germană care a fost ucisă de naziști în lagărul de concentrare de la Auschwitz. Susanne este cunoscută mai ales pentru prietenia ei cu celebra diaristă Anne Frank și cu sora acesteia, Margot Frank.

## Biografie
Sanne s-a născut în Berlin, fiind cea mai tânără dintre cele două fiice ale avocatului și muzicianului Franz Ledermann și ale pianistei Ilse Citroën-Ledermann. În 1933, partidul nazist condus de Adolf Hitler a ajuns la putere în Germania. Familia Ledermann, confruntată cu amenințarea cu moarte deoarece erau evrei, a emigrat la Amsterdam, Olanda.
Sanne a fost admis la o Școală Montessori, unde s-a împrietenit cu Anne Frank și cu Hanneli Goslar. În 1940 naziștii au invadat Olanda și Sanne a trebuit să se mute la o școală evreiască. Hanneli și Anne s-au mutat la o altă școală evreiască. Cu toate acestea, Sanne a păstrat încă relații bune cu Anne și Hanneli și a fost membră a clubului de ping-pong „Ursa Mică minus două” (ele crezuseră că Ursa Mică avea cinci stele pentru cele cinci fete care erau în club, în timp ce constelația avea, de fapt, șapte stele, astfel că au numit clubul „Ursa Mică minus două”), care fusese format de către prietenele ei. În iulie 1942, Anne și familia ei (Margot, Otto și Edith, împreună cu familia van Pels și cu Fritz Pfeffer) s-au ascuns, dar Sanne nu a cunoscut acest lucru.
Pe 20 iunie 1943 membrii familiei Ledermann au fost arestați de către naziști. Ei au fost transportați în lagărul de tranzit Westerbork și pe 16 noiembrie  au fost deportați în lagărul de exterminare de la Auschwitz. Imediat după sosirea lor, Sanne și părinții ei au fost uciși în camerele de gazare ale lagărului.
Sora lui Sanne, Barbara, a reușit să scape de naziști prin intermediul contactelor ei cu Rezistența olandeză. Barbara a emigrat în Statele Unite ale Americii și s-a căsătorit mai târziu cu biochimistul Martin Rodbell, câștigător al Premiului Nobel pentru Medicină (1994).